# Хомутов, Владислав Денисович
Владисла́в Дени́сович Хомуто́в (укр. Владислав Денисович Хомутов; род. 4 июня 1998, Донецк) — украинский футболист, полузащитник.

## Биография

### Ранние годы
Воспитанник донецких «Шахтёра» и «Олимпика». С 2012 по 2014 год провёл в чемпионате ДЮФЛ 38 матчей, забив 5 голов.

### Клубная карьера
3 октября 2014 года дебютировал в молодёжной (до 21 года) команде «Олимпика» в домашнем поединке против львовских «Карпат». За юношескую (до 19 лет) команду впервые сыграл 6 октября того же года в выездной игре против донецкого «Шахтёра».
15 мая 2016 дебютировал в Премьер-лиге в выездном матче против днепропетровского «Днепра», заменив на 72-й минуте Владимира Лысенко.
Весной 2019 года играл за словацкий клуб «ВиОн» (Злате-Моравце). Летом того же года перешёл в эстонский клуб «Нымме Калью», где провёл два с половиной сезона. В начале 2022 года перешёл в клуб второго дивизиона Словакии «Шаморин».

## Семья
Отец Денис Александрович Хомутов также в прошлом футболист. С 2013 года работал в ДЮСШ «Олимпика».

## Статистика
| Клуб    | Лига         | Сезон   | Чемпионат | Чемпионат | Кубок | Кубок | Дубль | Дубль |
| Клуб    | Лига         | Сезон   | Игры      | Голы      | Игры  | Голы  | Игры  | Голы  |
| ------- | ------------ | ------- | --------- | --------- | ----- | ----- | ----- | ----- |
| Олимпик | Премьер-лига | 2014/15 |           |           |       |       | 16    | 1     |
| Олимпик | Премьер-лига | 2015/16 | 1         | 0         |       |       | 14    | 0     |